# ツール・ド・フランス2010 プロローグ-第10ステージ結果

全コース図

- ツール・ド・フランス2010 プロローグ-第10ステージ結果 > ツール・ド・フランス2010 第11-第20ステージ結果

2010年に行なわれた、ツール・ド・フランスのプロローグから第10ステージまでの結果について述べる。

## プロローグ
- 7月3日(土)  ロッテルダム 8.9km[1]

- 2007年以来、3年ぶりにツールにプロローグが復活。コースは橋のアップダウンを除けばいたって平坦。雨が断続的に降る中で、チーム内規定違反で直前に出走取り消しとなったシャビエル・フロレンシオ（サーヴェロ・テストチーム）を除く197名がスタート。まず基準タイムを作ったのが18番スタートのトニー・マルティン（チーム・HTC - コロンビア）。序盤からスピードに乗り10分10秒の好タイムを叩き出す。その後雨が強くなり、その影響を受けたブラッドリー・ウィギンス（チームスカイ）はタイムが伸びず、デヴィッド・ミラー（ガーミン・トランジションズ）もマルティンのタイムに10秒届かない。その後雨は上がり、徐々に路面コンディションが上向く中でマイヨ・ジョーヌ争い有力選手が次々にスタート。最後から3番目のスタートとなったランス・アームストロング（チーム・レディオシャック）は鬼気迫る走りを見せてマルティンから12秒遅れの好タイム。続く現TT世界チャンピオンのファビアン・カンチェラーラ（チーム・サクソバンク）は序盤からスピードに乗り、ついにマルティンのタイムを10秒更新する10分フラットの素晴らしいタイム。最終スタートのアルベルト・コンタドール（アスタナ）は、やや伸びを欠いてカンチェラーラから27秒、アームストロングから5秒遅れに終わった。結局下馬評通りの圧倒的強さを見せたカンチェラーラが昨年に続く初日ステージ優勝＆マイヨ・ジョーヌ＆マイヨ・ヴェール獲得となった。惜しくもステージ優勝を逃したマルティンだったがマイヨ・ブランを獲得。マイヨ・ジョーヌ争い有力選手ではアームストロングが4位、コンタドールが6位、ロマン・クロイツィガー（リクイガス・ドイモ）が+38秒の20位、カデル・エヴァンス（BMC・レーシングチーム）が+39秒の23位とまずますの結果だったのに対して、ロベルト・ヘーシンク（ラボバンク）が+51秒の56位、カルロス・サストレ（サーヴェロ・テストチーム）が+54秒の70位、イヴァン・バッソ（リクイガス・ドイモ）が+55秒の72位、デニス・メンショフ（ラボバンク）が+56秒の74位、サムエル・サンチェス（エウスカルテル・エウスカディ）が同タイムの75位、ウィギンスも同タイムの77位、フランク・シュレク（チーム・サクソバンク）が+57秒の79位、アンディ・シュレク（チーム・サクソバンク）が+1分9秒の122位とやや出遅れる結果となった。

区間&総合成績
| 順位 | 選手名                           | 国籍           | チーム                     | 時間     |
| ---- | -------------------------------- | -------------- | -------------------------- | -------- |
| 1    | ファビアン・カンチェラーラ       | スイス         | チーム・サクソバンク       | 10分00秒 |
| 2    | トニー・マルティン               | ドイツ         | チーム・HTC - コロンビア   | +10秒    |
| 3    | デヴィッド・ミラー               | イギリス       | ガーミン・トランジションズ | +20秒    |
| 4    | ランス・アームストロング         | アメリカ合衆国 | チーム・レディオシャック   | +22秒    |
| 5    | ジェライント・トーマス           | イギリス       | チーム・スカイ             | +23秒    |
| 6    | アルベルト・コンタドール         | スペイン       | アスタナ                   | +27秒    |
| 7    | タイラー・ファーラー             | アメリカ合衆国 | ガーミン・トランジションズ | +28秒    |
| 8    | リーヴァイ・ライプハイマー       | アメリカ合衆国 | チーム・レディオシャック   | 同       |
| 9    | エドヴァルド・ボアソン・ハーゲン | ノルウェー     | チーム・スカイ             | +32秒    |
| 10   | リーヌス・ゲルデマン             | ドイツ         | チーム・ミルラム           | +35秒    |
| 174  | 新城幸也                         | 日本           | Bbox ブイグテレコム        | +1分22秒 |

ポイント賞
| 順位 | 選手名                     | 国籍     | チーム                     | ポイント |
| ---- | -------------------------- | -------- | -------------------------- | -------- |
| 1    | ファビアン・カンチェラーラ | スイス   | チーム・サクソバンク       | 15       |
| 2    | トニー・マルティン         | ドイツ   | チーム・HTC - コロンビア   | 12       |
| 3    | デヴィッド・ミラー         | イギリス | ガーミン・トランジションズ | 10       |

新人賞
| 順位 | 選手名                           | 国籍       | チーム                   | 時間     |
| ---- | -------------------------------- | ---------- | ------------------------ | -------- |
| 1    | トニー・マルティン               | ドイツ     | チーム・HTC - コロンビア | 10分10秒 |
| 2    | ジェライント・トーマス           | イギリス   | チーム・スカイ           | +13秒    |
| 3    | エドヴァルド・ボアソン・ハーゲン | ノルウェー | チーム・スカイ           | +22秒    |

チーム時間賞
| 順位 | チーム名                   | 国籍           | 時間     |
| ---- | -------------------------- | -------------- | -------- |
| 1    | チーム・レディオシャック   | アメリカ合衆国 | 31分25秒 |
| 2    | チーム・HTC - コロンビア   | アメリカ合衆国 | +01秒    |
| 3    | ガーミン・トランジションズ | アメリカ合衆国 | +02秒    |

## 第1ステージ
- 7月4日(日) ロッテルダム  － ブリュッセル 223.5km[3]

- 今大会最初の通常ステージ。山岳ポイントの無いコースは平坦そのものだが、ジロ・デ・イタリアでも使われた堤防沿いのコースが再び登場するなど、横風に警戒が必要。ゴール地はエディ・メルクスに捧げるブリュッセル。前日のプロローグで落車して大きく遅れてのゴールとなっていたマティアス・フランク（BMC・レーシングチーム）とマヌエル・カルドソ（フットオン・セルベット）が未出走で195名がスタート。正式スタート同時に飛び出したマールテン・ワイナンツ（クイックステップ）、アラン・ペレス（エウスカルテル・エウスカディ）、ラース・ボーム（ラボバンク）の3名の逃げがあっさり決まり、7分半程までメイン集団との差を拡げる。メイン集団はチーム・サクソバンクがコントロール。途中、犬がプロトン内に飛び込んだ影響で落車が発生。イヴァン・バッソやデヴィッド・ミラーが巻き込まれるも無事にメイン集団に復帰している。その後、横風区間に突入するも集団分断は無し。しかし逃げとの差は一気に3分前後まで縮まった。メイン集団のコントロールは有力スプリンターを抱えるチーム・HTC - コロンビア、ガーミン・トランジションズ、サーヴェロ・テストチーム等に交代し、さらに逃げとの差は縮まっていく。メイン集団との差が1分を切った逃げ集団からワイナンツがアタック、さらにメイン集団からアレクサンドル・プリューシン（チーム・カチューシャ）が飛び出し、ワイナンツに追いついて2人の逃げとなる。しかしメイン集団の勢いにはかなわず残り8.7km地点で集団は1つとなった。集団の主導権争いをランプレ・ファルネーゼ＝ヴィーニとHTCが繰り広げる中、右急コーナーで落車が発生。オスカル・フレイレ（ラボバンク）とマーク・カヴェンディッシュ（チーム・HTC - コロンビア）が巻き込まれて優勝争いから脱落。さらにフラムルージュ直後にまたも落車発生、前20名ほどを除いた全員がストップを余儀なくされる。さらにAg2rの選手が落車し、タイラー・ファーラー（ガーミン・トランジションズ）が自転車を巻き込まれてストップ。最後はロングスプリントを仕掛けたアレサンドロ・ペタッキ（ランプレ・ファルネーゼ＝ヴィーニ）がマーク・レンショー（チーム・HTC - コロンビア）やトル・フースホフト（サーヴェロ・テストチーム）などの追撃を許さずにゴールラインを越えた。ペタッキは実に2003年第6ステージ以来7年ぶりのツールでのステージ5勝目、さらにマイヨ・ヴェールも獲得した。落車は全てゴール前3km以内だったため救済措置が適用されて全員が同タイムでのゴール扱いとなり、その他の賞は動きはなかった。敢闘賞は最後に逃げから飛び出したワイナンツが獲得している。

区間成績
| 順位 | 選手名                   | 国籍           | チーム                            | 時間          |
| ---- | ------------------------ | -------------- | --------------------------------- | ------------- |
| 1    | アレッサンドロ・ペタッキ | イタリア       | ランプレ - ファルネーゼ・ヴィーニ | 5時間09分38秒 |
| 2    | マーク・レンショー       | オーストラリア | チーム・HTC - コロンビア          | 同            |
| 3    | トル・フースホフト       | ノルウェー     | サーヴェロ・テストチーム          | 同            |
| 4    | ロビー・マキュアン       | オーストラリア | チーム・カチューシャ              | 同            |
| 5    | マテュー・ラダニュー     | フランス       | フランセーズ・デ・ジュー          | 同            |
| 6    | ダニエル・オッス         | イタリア       | リクイガス・ドイモ                | 同            |
| 7    | ホセ・ホアキン・ロハス   | スペイン       | ケス・デパーニュ                  | 同            |
| 8    | クリスティアン・クネース | ドイツ         | チーム・ミルラム                  | 同            |
| 9    | ルーベン・ペレス         | スペイン       | エウスカルテル・エウスカディ      | 同            |
| 10   | ユルヘン・ルラントス     | ベルギー       | オメガファーマ・ロット            | 同            |
| 35   | 新城幸也                 | 日本           | Bbox ブイグテレコム               | 同            |

総合成績
| 順位 | 選手名                           | 国籍           | チーム                     | 時間          |
| ---- | -------------------------------- | -------------- | -------------------------- | ------------- |
| 1    | ファビアン・カンチェラーラ       | スイス         | チーム・サクソバンク       | 5時間19分38秒 |
| 2    | トニー・マルティン               | ドイツ         | チーム・HTC - コロンビア   | +10秒         |
| 3    | デヴィッド・ミラー               | イギリス       | ガーミン・トランジションズ | +20秒         |
| 4    | ランス・アームストロング         | アメリカ合衆国 | チーム・レディオシャック   | +22秒         |
| 5    | ジェライント・トーマス           | イギリス       | チーム・スカイ             | +23秒         |
| 6    | アルベルト・コンタドール         | スペイン       | アスタナ                   | +27秒         |
| 7    | タイラー・ファーラー             | アメリカ合衆国 | ガーミン・トランジションズ | +28秒         |
| 8    | リーヴァイ・ライプハイマー       | アメリカ合衆国 | チーム・レディオシャック   | 同            |
| 9    | エドヴァルド・ボアソン・ハーゲン | ノルウェー     | チーム・スカイ             | +32秒         |
| 10   | リーヌス・ゲルデマン             | ドイツ         | チーム・ミルラム           | +35秒         |
| 170  | 新城幸也                         | 日本           | Bbox ブイグテレコム        | +1分22秒      |

ポイント賞
| 順位 | 選手名                   | 国籍           | チーム                            | ポイント |
| ---- | ------------------------ | -------------- | --------------------------------- | -------- |
| 1    | アレッサンドロ・ペタッキ | イタリア       | ランプレ - ファルネーゼ・ヴィーニ | 35       |
| 2    | マーク・レンショー       | オーストラリア | チーム・HTC - コロンビア          | 30       |
| 3    | トル・フースホフト       | ノルウェー     | サーヴェロ・テストチーム          | 26       |

新人賞
| 順位 | 選手名                           | 国籍       | チーム                   | 時間          |
| ---- | -------------------------------- | ---------- | ------------------------ | ------------- |
| 1    | トニー・マルティン               | ドイツ     | チーム・HTC - コロンビア | 5時間19分48秒 |
| 2    | ジェライント・トーマス           | イギリス   | チーム・スカイ           | +13秒         |
| 3    | エドヴァルド・ボアソン・ハーゲン | ノルウェー | チーム・スカイ           | +22秒         |

チーム時間賞
| 順位 | チーム名                   | 国籍           | 時間           |
| ---- | -------------------------- | -------------- | -------------- |
| 1    | チーム・レディオシャック   | アメリカ合衆国 | 16時間00分19秒 |
| 2    | チーム・HTC - コロンビア   | アメリカ合衆国 | +01秒          |
| 3    | ガーミン・トランジションズ | アメリカ合衆国 | +02秒          |

敢闘賞
- マールテン・ワイナンツ (クイックステップ)

## 第2ステージ
- 7月5日(月) ブリュッセル  － スパ 201.0km[5]

- 前日とは一転してアルデンヌクラシック風ステージ。フレッシュ・ワロンヌやリエージュ〜バストーニュ〜リエージュのコースを一部借用したコース後半はアップダウンの連続。前日の落車で鎖骨骨折が判明したアダム・ハンセン（チーム・HTC - コロンビア）が未出走で194名がスタート。17km地点で逃げが決まり、マシュー・ロイド、ユルヘン・ルラントス（共にオメガファーマ・ロット）、マルクス・ブルクハルト（BMC・レーシングチーム）、シルヴァン・シャヴァネル、ジェローム・ピノー（共にクイックステップ）、セバスティアン・テュルゴ（Bbox ブイグテレコム）、レイン・ターラミャエ（コフィディス）、フランチェスコ・ガヴァッツィ（ランプレ・ファルネーゼ＝ヴィーニ）の8名がメイン集団に最大6分弱の差を付ける展開となる。途中の山岳は全てピノーがトップ通過し、最初のマイヨ・ブラン・ア・ポア・ルージュ獲得に意欲を見せる。メイン集団はチーム・サクソバンクが牽引。差が1分を切ってきたコート・ド・アルソモンの下りでルラントスとシャヴァネルが先行、さらに続くコート・ド・ストッコイでシャヴァネルが単独で飛び出して先行して通過。一方メイン集団ではそのコート・ド・ストッコイの下りで相次いで落車が発生。アンディ・シュレクがなかなか起き上がれず、大きく遅れてしまう。さらにアレサンドロ・ペタッキやタイラー・ファーラー、ロベルト・ヘーシンクなども落車に巻き込まれてしまった。この影響で集団は細分化されてしまい、マイヨ・ジョーヌのファビアン・カンチェラーラは自身のマイヨ・ジョーヌを捨ててアンディを待つことを選択した。一方先頭を走っていたシャヴァネルは一旦ルラントスに追いつかれるも、俄然ステージ優勝&マイヨ・ジョーヌのチャンスが出てきたシャヴァネルは最後のロジエ峠で再び飛び出して先行した。遅れていたアンディもイェンス・フォイクトの献身的な牽きで何とかメイン集団に復帰。しかしメイン集団は完全にシャヴァネルの逃げを容認する形となった。結局シャヴァネルはそのまま独走でステージ優勝。2008年第19ステージ以来のツール2勝目、さらに人生初のマイヨ・ジョーヌに袖を通し、マイヨ・ヴェールも獲得、敢闘賞も獲得した。メイン集団はカンチェラーラの働きかけでスプリントを行わないこととなり、マイヨ・ヴェールを狙うトル・フースホフト等が不満の意を示すもそのまま横並びでのゴールとなった。結局シャヴァネルを除いてゴールポイントは無効となった。ピノーは望み通りマイヨ・ブラン・ア・ポア・ルージュを獲得、マイヨ・ブランはトニー・マルティンのままとなった。尚、ミカエル・ドラージュ（オメガファーマ・ロット）が落車で顔に重傷を負いリタイアとなった。

区間成績
| 順位 | 選手名                   | 国籍           | チーム                   | 時間          |
| ---- | ------------------------ | -------------- | ------------------------ | ------------- |
| 1    | シルヴァン・シャヴァネル | フランス       | クイックステップ         | 4時間40分48秒 |
| 2    | マキシム・ブエ           | フランス       | Ag2r・ラ・モンディアル   | +3分56秒      |
| 3    | ファビアン・ヴェークマン | ドイツ         | チーム・ミルラム         | 同            |
| 4    | ロビー・マキュアン       | オーストラリア | チーム・カチューシャ     | 同            |
| 5    | クリスティアン・クネース | ドイツ         | チーム・ミルラム         | 同            |
| 6    | ユルヘン・ルラントス     | ベルギー       | オメガファーマ・ロット   | 同            |
| 7    | トル・フースホフト       | ノルウェー     | サーヴェロ・テストチーム | 同            |
| 8    | リーヌス・ゲルデマン     | ドイツ         | チーム・ミルラム         | 同            |
| 9    | マテュー・ラダニュー     | フランス       | フランセーズ・デ・ジュー | 同            |
| 10   | ベルンハルト・アイゼル   | オーストリア   | チーム・HTC - コロンビア | 同            |
| 111  | 新城幸也                 | 日本           | Bbox ブイグテレコム      | +3分56秒      |

総合成績
| 順位 | 選手名                           | 国籍           | チーム                     | 時間           |
| ---- | -------------------------------- | -------------- | -------------------------- | -------------- |
| 1    | シルヴァン・シャヴァネル         | フランス       | クイックステップ           | 10時間01分25秒 |
| 2    | ファビアン・カンチェラーラ       | スイス         | チーム・サクソバンク       | +2分57秒       |
| 3    | トニー・マルティン               | ドイツ         | チーム・HTC - コロンビア   | +3分07秒       |
| 4    | デヴィッド・ミラー               | イギリス       | ガーミン・トランジションズ | +3分17秒       |
| 5    | ランス・アームストロング         | アメリカ合衆国 | チーム・レディオシャック   | +3分19秒       |
| 6    | ジェライント・トーマス           | イギリス       | チーム・スカイ             | +3分20秒       |
| 7    | アルベルト・コンタドール         | スペイン       | アスタナ                   | +3分24秒       |
| 8    | リーヴァイ・ライプハイマー       | アメリカ合衆国 | チーム・レディオシャック   | +3分25秒       |
| 9    | エドヴァルド・ボアソン・ハーゲン | ノルウェー     | チーム・スカイ             | +3分29秒       |
| 10   | リーヌス・ゲルデマン             | ドイツ         | チーム・ミルラム           | +3分32秒       |
| 112  | 新城幸也                         | 日本           | Bbox ブイグテレコム        | +4分19秒       |

ポイント賞
| 順位 | 選手名                   | 国籍     | チーム                            | ポイント |
| ---- | ------------------------ | -------- | --------------------------------- | -------- |
| 1    | シルヴァン・シャヴァネル | フランス | クイックステップ                  | 44       |
| 2    | アレッサンドロ・ペタッキ | イタリア | ランプレ - ファルネーゼ・ヴィーニ | 35       |
| 3    | ユルヘン・ルラントス     | ベルギー | オメガファーマ・ロット            | 34       |

山岳賞
| 順位 | 選手名                   | 国籍       | チーム           | ポイント |
| ---- | ------------------------ | ---------- | ---------------- | -------- |
| 1    | ジェローム・ピノー       | フランス   | クイックステップ | 13       |
| 2    | シルヴァン・シャヴァネル | フランス   | クイックステップ | 8        |
| 3    | レイン・ターラミャエ     | エストニア | コフィディス     | 8        |

新人賞
| 順位 | 選手名                           | 国籍       | チーム                   | 時間           |
| ---- | -------------------------------- | ---------- | ------------------------ | -------------- |
| 1    | トニー・マルティン               | ドイツ     | チーム・HTC - コロンビア | 10時間04分32秒 |
| 2    | ジェライント・トーマス           | イギリス   | チーム・スカイ           | +13秒          |
| 3    | エドヴァルド・ボアソン・ハーゲン | ノルウェー | チーム・スカイ           | +22秒          |

チーム時間賞
| 順位 | チーム名                 | 国籍           | 時間           |
| ---- | ------------------------ | -------------- | -------------- |
| 1    | クイックステップ         | ベルギー       | 30時間11分40秒 |
| 2    | チーム・レディオシャック | アメリカ合衆国 | +2分51秒       |
| 3    | チーム・HTC - コロンビア | アメリカ合衆国 | +2分52秒       |

敢闘賞
- シルヴァン・シャヴァネル (クイックステップ)

## 第3ステージ
- 7月6日（火） ワンズ  －アランベール・ポルト・デュ・エノー 213.0km[7]

- 今大会注目の石畳区間が登場のステージ。全7区間・計13.2kmの石畳区間のうち、フランス国内に入ってからの後半の3区間は今年のパリ〜ルーベでも使用されている(但し今大会とは逆方向)。前日落車し、ゴール後の検査で鎖骨骨折が判明したクリスティアン・ヴァンデヴェルデ（ガーミン・トランジションズ）とニキ・テルプストラ（チーム・ミルラム）の2名が未出走で191名がスタート。同じく骨折が判明していたタイラー・ファーラーとロベルト・ヘーシンクはスタートを切っている。8km地点で逃げが決まり、スティーヴ・カミングス（チームスカイ）、ライダー・ヘシェダル（ガーミン・トランジションズ）、パヴェル・ブルット（チーム・カチューシャ）、ローガー・クルーゲ（チーム・ミルラム）、ピエール・ロラン（Bbox ブイグテレコム）、イマノル・エルビディ（ケス・デパーニュ）、ステファヌ・オジェ（コフィディス）の7名が4分半ほど最大で先行する展開となる。メイン集団はクイックステップ、その後チーム・サクソバンクやサーヴェロ・テストチームがコントロール。逃げとの差が30秒程までフランス入国、本格的なパヴェ区間に突入した。逃げ集団からはヘシェダルが単独で抜け出して先行、メイン集団内では落車が発生。フランク・シュレクが路肩に叩きつけられて鎖骨を骨折、リタイアを余儀なくされる。この影響で集団が分断。先頭を走るヘシェダルの後ろにファビアン・カンチェラーラやアンディ・シュレク、カデル・エヴァンス、トル・フースホフトなどの集団、その後ろにランス・アームストロングなどの集団、さらに後ろにアルベルト・コンタドール等のいる大集団、さらに後ろにマイヨ・ジョーヌのシルヴァン・シャヴァネルという展開に。その後コンタドール集団がアームストロング集団に追いつきかけたところで最長パヴェ区間となるワンディニ・アマージュに突入。ここでアームストロングが痛恨のパンク。ヤロスラフ・ポポヴィッチのアシストを受けて再スタートするも、コンタドール等から遅れを取ってしまう。後ろのシャヴァネルは2度に渡るパンクでどんどんと先頭との差が開いていく。その展開のまま最後のパヴェ区間アヴルイも通過。その直後ヘシェダルがカンチェラーラ集団に捉えられて、そのままゴール地点へ。ヘシェダルやジェライント・トーマス（チームスカイ）が揺さぶりを掛けるも、フースホフトが軽く一蹴してそのままステージ優勝を掴み取った。後方のコンタドール集団はアレクサンドル・ヴィノクロフが献身的な牽きを見せるが、残り2kmでコンタドールにメカトラブルが発生。結局コンタドールはヴィノクロフを先に行かせることを選択し、ヴィノクロフ、ブラッドリー・ウィギンス、デニス・メンショフ、ユルヘン・ファンデンブルック（オメガファーマ・ロット）等が53秒遅れ、コンタドールはさらに20秒遅れでのゴールとなった。1分46秒遅れでルイス・レオン・サンチェス（ケス・デパーニュ）、ロマン・クロイツィガー等、ランス・アームストロングとサムエル・サンチェスは2分8秒遅れ、イヴァン・バッソやカルロス・サストレは2分25秒遅れ、シャヴァネルは3分58秒遅れでのゴールとなった。結局マイヨ・ジョーヌはカンチェラーラが1日で奪還、マイヨ・ヴェールはフースホフトが手中に収め、マイヨ・ブランはトーマスが獲得した。マイヨ・ブラン・ア・ポア・ルージュのみジェローム・ピノーで動きなし。果敢な逃げを見せたヘシェダルが敢闘賞を獲得。尚、前述のフランクに加えてダヴィ・ル・レイ（Ag2r・ラ・モンディアル）もリタイアしている。

区間成績
| 順位 | 選手名                       | 国籍           | チーム                     | 時間          |
| ---- | ---------------------------- | -------------- | -------------------------- | ------------- |
| 1    | トル・フースホフト           | ノルウェー     | サーヴェロ・テストチーム   | 4時間49分38秒 |
| 2    | ジェライント・トーマス       | イギリス       | チーム・スカイ             | 同            |
| 3    | カデル・エヴァンス           | オーストラリア | BMC・レーシングチーム      | 同            |
| 4    | ライダー・ヘシェダル         | カナダ         | ガーミン・トランジションズ | 同            |
| 5    | アンディ・シュレク           | ルクセンブルク | チーム・サクソバンク       | 同            |
| 6    | ファビアン・カンチェラーラ   | スイス         | チーム・サクソバンク       | 同            |
| 7    | ヨハン・ファンスュメレン     | ベルギー       | ガーミン・トランジションズ | +53秒         |
| 8    | ブラッドリー・ウィギンス     | イギリス       | チーム・スカイ             | 同            |
| 9    | ユルヘン・ファンデンブルック | ベルギー       | オメガファーマ・ロット     | 同            |
| 10   | アレクサンドル・ヴィノクロフ | カザフスタン   | アスタナ                   | 同            |
| 72   | 新城幸也                     | 日本           | Bbox ブイグテレコム        | +2分25秒      |

総合成績
| 順位 | 選手名                       | 国籍           | チーム                     | 時間           |
| ---- | ---------------------------- | -------------- | -------------------------- | -------------- |
| 1    | ファビアン・カンチェラーラ   | スイス         | チーム・サクソバンク       | 14時間54分00秒 |
| 2    | ジェライント・トーマス       | イギリス       | チーム・スカイ             | +23秒          |
| 3    | カデル・エヴァンス           | オーストラリア | BMC・レーシングチーム      | +39秒          |
| 4    | ライダー・ヘシェダル         | カナダ         | ガーミン・トランジションズ | +46秒          |
| 5    | シルヴァン・シャヴァネル     | フランス       | クイックステップ           | +1分01秒       |
| 6    | アンディ・シュレク           | ルクセンブルク | チーム・サクソバンク       | +1分09秒       |
| 7    | トル・フースホフト           | ノルウェー     | サーヴェロ・テストチーム   | +1分19秒       |
| 8    | アレクサンドル・ヴィノクロフ | カザフスタン   | アスタナ                   | +1分31秒       |
| 9    | アルベルト・コンタドール     | スペイン       | アスタナ                   | +1分40秒       |
| 10   | ユルヘン・ファンデンブルック | ベルギー       | オメガファーマ・ロット     | +1分42秒       |
| 73   | 新城幸也                     | 日本           | Bbox ブイグテレコム        | +3分47秒       |

ポイント賞
| 順位 | 選手名                   | 国籍       | チーム                   | ポイント |
| ---- | ------------------------ | ---------- | ------------------------ | -------- |
| 1    | トル・フースホフト       | ノルウェー | サーヴェロ・テストチーム | 63       |
| 2    | ジェライント・トーマス   | イギリス   | チーム・スカイ           | 49       |
| 3    | シルヴァン・シャヴァネル | フランス   | クイックステップ         | 44       |
| 98   | 新城幸也                 | 日本       | Bbox ブイグテレコム      | 2        |

山岳賞
| 順位 | 選手名                   | 国籍       | チーム           | ポイント |
| ---- | ------------------------ | ---------- | ---------------- | -------- |
| 1    | ジェローム・ピノー       | フランス   | クイックステップ | 13       |
| 2    | シルヴァン・シャヴァネル | フランス   | クイックステップ | 8        |
| 3    | レイン・ターラミャエ     | エストニア | コフィディス     | 8        |

新人賞
| 順位 | 選手名                 | 国籍           | チーム               | 時間           |
| ---- | ---------------------- | -------------- | -------------------- | -------------- |
| 1    | ジェライント・トーマス | イギリス       | チーム・スカイ       | 14時間54分23秒 |
| 2    | アンディ・シュレク     | ルクセンブルク | チーム・サクソバンク | +46秒          |
| 3    | ロマン・クロイツィガー | チェコ         | リクイガス・ドイモ   | +2分01秒       |

チーム時間賞
| 順位 | チーム名                   | 国籍           | 時間           |
| ---- | -------------------------- | -------------- | -------------- |
| 1    | チーム・サクソバンク       | デンマーク     | 44時間45分55秒 |
| 2    | ガーミン・トランジションズ | アメリカ合衆国 | +11秒          |
| 3    | チーム・スカイ             | イギリス       | +25秒          |

敢闘賞
- ライダー・ヘシェダル (ガーミン・トランジションズ)

## 第4ステージ
- 7月7日(水) カンブレー  －ランス 153.5km[9]

- ようやく「普通の」平坦ステージが登場。距離も150km強と短め。スタートして少し後に飛び出したディミトリ・シャンピオン（Ag2r・ラ・モンディアル）に呼応して飛び出したイニャキ・イサシ（エウスカルテル・エウスカディ）、ニコラ・ヴォゴンディ（Bbox ブイグテレコム）、イバン・マヨス（フットオン・セルベット）、フランシス・デ・ブレーフ（オメガファーマ・ロット）の計5名の逃げがあっさり決まるが、スプリント勝利を狙うチーム・HTC - コロンビアやランプレ・ファルネーゼ＝ヴィーニがメイン集団をきっちりコントロールし、差は最大でも3分強。逃げ集団も粘りを見せるも、結局残り3km手前で吸収。チーム・HTC - コロンビアが十八番のトレインを形成、マーク・レンショーがマーク・カヴェンディッシュをリードアウトする完璧な態勢と思われたが、横からアレサンドロ・ペタッキがスプリントを開始。カヴェンディッシュや後ろにつけていたトル・フースホフトは反応が遅れてしまう。結局ペタッキはロビー・マキュアンやジュリアン・ディーン（ガーミン・トランジションズ）、エドヴァルド・ボアッソン・ハーゲン（チームスカイ）の追撃を寄せ付けずステージ優勝。早くもステージ2勝目となった。カヴェンディッシュは最後は完全に諦めてしまいステージ12位、マイヨ・ヴェールを堅持したフースホフトとの差が65ポイントまで開いてしまい、マイヨ・ヴェール獲得に赤信号が点灯した。敢闘賞はシャンピオンが獲得した。マイヨ・ヴェールを含めて各賞に動きはなかった。

区間成績
| 順位 | 選手名                           | 国籍             | チーム                            | 時間          |
| ---- | -------------------------------- | ---------------- | --------------------------------- | ------------- |
| 1    | アレッサンドロ・ペタッキ         | イタリア         | ランプレ - ファルネーゼ・ヴィーニ | 3時間34分55秒 |
| 2    | ジュリアン・ディーン             | ニュージーランド | ガーミン・トランジションズ        | 同            |
| 3    | エドヴァルド・ボアソン・ハーゲン | ノルウェー       | チーム・スカイ                    | 同            |
| 4    | ロビー・マキュアン               | オーストラリア   | チーム・カチューシャ              | 同            |
| 5    | ロバート・ハンター               | 南アフリカ共和国 | ガーミン・トランジションズ        | 同            |
| 6    | セバスティアン・テュルゴ         | フランス         | Bbox ブイグテレコム               | 同            |
| 7    | ホセ・ホアキン・ロハス           | スペイン         | ケス・デパーニュ                  | 同            |
| 8    | ダニエル・オッス                 | イタリア         | リクイガス・ドイモ                | 同            |
| 9    | トル・フースホフト               | ノルウェー       | サーヴェロ・テストチーム          | 同            |
| 10   | オスカル・フレイレ               | スペイン         | ラボバンク                        | 同            |
| 54   | 新城幸也                         | 日本             | Bbox ブイグテレコム               | 同            |

総合成績
| 順位 | 選手名                       | 国籍           | チーム                     | 時間           |
| ---- | ---------------------------- | -------------- | -------------------------- | -------------- |
| 1    | ファビアン・カンチェラーラ   | スイス         | チーム・サクソバンク       | 18時間28分55秒 |
| 2    | ジェライント・トーマス       | イギリス       | チーム・スカイ             | +23秒          |
| 3    | カデル・エヴァンス           | オーストラリア | BMC・レーシングチーム      | +39秒          |
| 4    | ライダー・ヘシェダル         | カナダ         | ガーミン・トランジションズ | +46秒          |
| 5    | シルヴァン・シャヴァネル     | フランス       | クイックステップ           | +1分01秒       |
| 6    | アンディ・シュレク           | ルクセンブルク | チーム・サクソバンク       | +1分09秒       |
| 7    | トル・フースホフト           | ノルウェー     | サーヴェロ・テストチーム   | +1分19秒       |
| 8    | アレクサンドル・ヴィノクロフ | カザフスタン   | アスタナ                   | +1分31秒       |
| 9    | アルベルト・コンタドール     | スペイン       | アスタナ                   | +1分40秒       |
| 10   | ユルヘン・ファンデンブルック | ベルギー       | オメガファーマ・ロット     | +1分42秒       |
| 71   | 新城幸也                     | 日本           | Bbox ブイグテレコム        | +3分47秒       |

ポイント賞
| 順位 | 選手名                   | 国籍           | チーム                            | ポイント |
| ---- | ------------------------ | -------------- | --------------------------------- | -------- |
| 1    | トル・フースホフト       | ノルウェー     | サーヴェロ・テストチーム          | 80       |
| 2    | アレッサンドロ・ペタッキ | イタリア       | ランプレ - ファルネーゼ・ヴィーニ | 70       |
| 3    | ロビー・マキュアン       | オーストラリア | チーム・カチューシャ              | 62       |
| 107  | 新城幸也                 | 日本           | Bbox ブイグテレコム               | 2        |

山岳賞
| 順位 | 選手名                   | 国籍       | チーム           | ポイント |
| ---- | ------------------------ | ---------- | ---------------- | -------- |
| 1    | ジェローム・ピノー       | フランス   | クイックステップ | 13       |
| 2    | シルヴァン・シャヴァネル | フランス   | クイックステップ | 8        |
| 3    | レイン・ターラミャエ     | エストニア | コフィディス     | 8        |

新人賞
| 順位 | 選手名                 | 国籍           | チーム               | 時間           |
| ---- | ---------------------- | -------------- | -------------------- | -------------- |
| 1    | ジェライント・トーマス | イギリス       | チーム・スカイ       | 18時間29分18秒 |
| 2    | アンディ・シュレク     | ルクセンブルク | チーム・サクソバンク | +46秒          |
| 3    | ロマン・クロイツィガー | チェコ         | リクイガス・ドイモ   | +2分01秒       |

チーム時間賞
| 順位 | チーム名                   | 国籍           | 時間           |
| ---- | -------------------------- | -------------- | -------------- |
| 1    | チーム・サクソバンク       | デンマーク     | 55時間30分40秒 |
| 2    | ガーミン・トランジションズ | アメリカ合衆国 | +11秒          |
| 3    | チーム・スカイ             | イギリス       | +25秒          |

敢闘賞
- ディミトリ・シャンピオン (Ag2r・ラ・モンディアル)

## 第5ステージ
- 7月8日(木) エペルネー  －モンタルジ 187.5km[11]

- 前日より距離は長めだが、やはりスプリンター向け平坦ステージ。前日落車して、ゴール後の検査で鎖骨骨折が判明したアメツ・チュルカ（エウスカルテル・エウスカディ）が未出走で188名がスタート。6km地点で逃げが決まり、ホセ・イバン・グティエレス（ケス・デパーニュ）、ジュリアン・エル・ファレ（コフィディス）、ユルヘン・ファン・デ・ワール（クイックステップ）の3名がメイン集団に最大7分弱の差を付けた。メイン集団は前日に引き続きチーム・HTC - コロンビアがコントロール。最後にグティエレスが逃げから飛び出して粘りを見せるも、残り4kmすぎで吸収されて前日に続いて集団スプリントに突入。ガーミン・トランジションズがトレインを形成するも、マーク・レンショーが強烈な牽きで番手を上げてマーク・カヴェンディッシュを発射。カヴェンディッシュはそのまま先頭を譲らずにステージ優勝を掴み取った。カヴェンディッシュはツール通算11勝目、苦難のシーズンが続いていたこともあって表彰式では涙ぐむ場面も見られた。敢闘賞はグティエレスが獲得している。各賞には動きはなかった。

区間成績
| 順位 | 選手名                           | 国籍           | チーム                            | 時間          |
| ---- | -------------------------------- | -------------- | --------------------------------- | ------------- |
| 1    | マーク・カヴェンディッシュ       | イギリス       | チーム・HTC - コロンビア          | 4時間30分50秒 |
| 2    | ゲラルト・ツィオレック           | ドイツ         | チーム・ミルラム                  | 同            |
| 3    | エドヴァルド・ボアソン・ハーゲン | ノルウェー     | チーム・スカイ                    | 同            |
| 4    | ホセ・ホアキン・ロハス           | スペイン       | ケス・デパーニュ                  | 同            |
| 5    | トル・フースホフト               | ノルウェー     | サーヴェロ・テストチーム          | 同            |
| 6    | セバスティアン・テュルゴ         | フランス       | Bbox ブイグテレコム               | 同            |
| 7    | ロビー・マキュアン               | オーストラリア | チーム・カチューシャ              | 同            |
| 8    | アレッサンドロ・ペタッキ         | イタリア       | ランプレ - ファルネーゼ・ヴィーニ | 同            |
| 9    | ロワイ・モンドリ                 | フランス       | Ag2r・ラ・モンディアル            | 同            |
| 10   | タイラー・ファーラー             | アメリカ合衆国 | ガーミン・トランジションズ        | 同            |
| 15   | 新城幸也                         | 日本           | Bbox ブイグテレコム               | 同            |

総合成績
| 順位 | 選手名                       | 国籍           | チーム                     | 時間           |
| ---- | ---------------------------- | -------------- | -------------------------- | -------------- |
| 1    | ファビアン・カンチェラーラ   | スイス         | チーム・サクソバンク       | 22時間59分45秒 |
| 2    | ジェライント・トーマス       | イギリス       | チーム・スカイ             | +23秒          |
| 3    | カデル・エヴァンス           | オーストラリア | BMC・レーシングチーム      | +39秒          |
| 4    | ライダー・ヘシェダル         | カナダ         | ガーミン・トランジションズ | +46秒          |
| 5    | シルヴァン・シャヴァネル     | フランス       | クイックステップ           | +1分01秒       |
| 6    | アンディ・シュレク           | ルクセンブルク | チーム・サクソバンク       | +1分09秒       |
| 7    | トル・フースホフト           | ノルウェー     | サーヴェロ・テストチーム   | +1分19秒       |
| 8    | アレクサンドル・ヴィノクロフ | カザフスタン   | アスタナ                   | +1分31秒       |
| 9    | アルベルト・コンタドール     | スペイン       | アスタナ                   | +1分40秒       |
| 10   | ユルヘン・ファンデンブルック | ベルギー       | オメガファーマ・ロット     | +1分42秒       |
| 71   | 新城幸也                     | 日本           | Bbox ブイグテレコム        | +3分47秒       |

ポイント賞
| 順位 | 選手名                   | 国籍           | チーム                            | ポイント |
| ---- | ------------------------ | -------------- | --------------------------------- | -------- |
| 1    | トル・フースホフト       | ノルウェー     | サーヴェロ・テストチーム          | 102      |
| 2    | アレッサンドロ・ペタッキ | イタリア       | ランプレ - ファルネーゼ・ヴィーニ | 88       |
| 3    | ロビー・マキュアン       | オーストラリア | チーム・カチューシャ              | 81       |
| 48   | 新城幸也                 | 日本           | Bbox ブイグテレコム               | 13       |

山岳賞
| 順位 | 選手名                   | 国籍       | チーム           | ポイント |
| ---- | ------------------------ | ---------- | ---------------- | -------- |
| 1    | ジェローム・ピノー       | フランス   | クイックステップ | 13       |
| 2    | シルヴァン・シャヴァネル | フランス   | クイックステップ | 8        |
| 3    | レイン・ターラミャエ     | エストニア | コフィディス     | 8        |

新人賞
| 順位 | 選手名                 | 国籍           | チーム               | 時間           |
| ---- | ---------------------- | -------------- | -------------------- | -------------- |
| 1    | ジェライント・トーマス | イギリス       | チーム・スカイ       | 23時間00分08秒 |
| 2    | アンディ・シュレク     | ルクセンブルク | チーム・サクソバンク | +46秒          |
| 3    | ロマン・クロイツィガー | チェコ         | リクイガス・ドイモ   | +2分01秒       |

チーム時間賞
| 順位 | チーム名                   | 国籍           | 時間           |
| ---- | -------------------------- | -------------- | -------------- |
| 1    | チーム・サクソバンク       | デンマーク     | 69時間03分10秒 |
| 2    | ガーミン・トランジションズ | アメリカ合衆国 | +11秒          |
| 3    | チーム・スカイ             | イギリス       | +25秒          |

敢闘賞
- ホセ・イバン・グティエレス (ケス・デパーニュ)

## 第6ステージ
- 7月9日(金) モンタルジ  －グーニョン 227.5km[13]

- 距離は今大会最長、山岳も4個と多めだが、やはりスプリンター向けの平坦ステージ。この日も比較的早くに逃げが決まり、ルーベン・ペレス（エウスカルテル・エウスカディ）、セバスティアン・ラング（オメガファーマ・ロット）、マテュー・ペルジェ（ケス・デパーニュ）の3名がメイン集団に最大8分差をつけて逃げ続ける。しかしこの日もメイン集団をチーム・HTC - コロンビアがしっかりとコントロール。最後の4級山岳でディミトリ・シャンピオンとアントニー・シャルトー（Bbox ブイグテレコム）がメイン集団から飛び出して逃げに追いつき、さらに下りでペルジェが先行。しかしメイン集団の勢いにはかなわず残り9kmで集団は1つに。前日に引き続きガーミン・トランジションズがトレインを形成してゴールスプリントに突入するも、マーク・レンショーがまたも主導権を強引に奪い返してマーク・カヴェンディッシュを発射。カヴェンディッシュはそのまま圧勝でステージ2連勝。ロビー・マキュアンやエリック・ツァベルに並ぶステージ12勝目。前日からは一転笑顔の表彰式となった。各賞は動きなしも、マイヨ・ヴェール争いでアレサンドロ・ペタッキがトル・フースホフトに4ポイント差まで迫っている。敢闘賞はペルジェが獲得した。

区間成績
| 順位 | 選手名                           | 国籍             | チーム                            | 時間          |
| ---- | -------------------------------- | ---------------- | --------------------------------- | ------------- |
| 1    | マーク・カヴェンディッシュ       | イギリス         | チーム・HTC - コロンビア          | 5時間37分42秒 |
| 2    | タイラー・ファーラー             | アメリカ合衆国   | ガーミン・トランジションズ        | 同            |
| 3    | アレッサンドロ・ペタッキ         | イタリア         | ランプレ - ファルネーゼ・ヴィーニ | 同            |
| 4    | ロビー・マキュアン               | オーストラリア   | チーム・カチューシャ              | 同            |
| 5    | ゲラルト・シオレック             | ドイツ           | チーム・ミルラム                  | 同            |
| 6    | セバスティアン・テュルゴ         | フランス         | Bbox ブイグテレコム               | 同            |
| 7    | ホセ・ホアキン・ロハス           | スペイン         | ケス・デパーニュ                  | 同            |
| 8    | エドヴァルド・ボアソン・ハーゲン | ノルウェー       | チーム・スカイ                    | 同            |
| 9    | ロバート・ハンター               | 南アフリカ共和国 | ガーミン・トランジションズ        | 同            |
| 10   | トル・フースホフト               | ノルウェー       | サーヴェロ・テストチーム          | 同            |
| 19   | 新城幸也                         | 日本             | Bbox ブイグテレコム               | +03秒         |

総合成績
| 順位 | 選手名                       | 国籍           | チーム                     | 時間           |
| ---- | ---------------------------- | -------------- | -------------------------- | -------------- |
| 1    | ファビアン・カンチェラーラ   | スイス         | チーム・サクソバンク       | 28時間37分30秒 |
| 2    | ジェライント・トーマス       | イギリス       | チーム・スカイ             | +20秒          |
| 3    | カデル・エヴァンス           | オーストラリア | BMC・レーシングチーム      | +39秒          |
| 4    | ライダー・ヘシェダル         | カナダ         | ガーミン・トランジションズ | +46秒          |
| 5    | シルヴァン・シャヴァネル     | フランス       | クイックステップ           | +1分01秒       |
| 6    | アンディ・シュレク           | ルクセンブルク | チーム・サクソバンク       | +1分09秒       |
| 7    | トル・フースホフト           | ノルウェー     | サーヴェロ・テストチーム   | +1分19秒       |
| 8    | アレクサンドル・ヴィノクロフ | カザフスタン   | アスタナ                   | +1分31秒       |
| 9    | アルベルト・コンタドール     | スペイン       | アスタナ                   | +1分40秒       |
| 10   | ユルヘン・ファンデンブルック | ベルギー       | オメガファーマ・ロット     | +1分42秒       |
| 70   | 新城幸也                     | 日本           | Bbox ブイグテレコム        | +3分47秒       |

ポイント賞
| 順位 | 選手名                   | 国籍           | チーム                            | ポイント |
| ---- | ------------------------ | -------------- | --------------------------------- | -------- |
| 1    | トル・フースホフト       | ノルウェー     | サーヴェロ・テストチーム          | 118      |
| 2    | アレッサンドロ・ペタッキ | イタリア       | ランプレ - ファルネーゼ・ヴィーニ | 114      |
| 3    | ロビー・マキュアン       | オーストラリア | チーム・カチューシャ              | 105      |
| 33   | 新城幸也                 | 日本           | Bbox ブイグテレコム               | 20       |

山岳賞
| 順位 | 選手名                   | 国籍     | チーム           | ポイント |
| ---- | ------------------------ | -------- | ---------------- | -------- |
| 1    | ジェローム・ピノー       | フランス | クイックステップ | 13       |
| 2    | マテュー・ペルジェ       | フランス | ケス・デパーニュ | 12       |
| 3    | シルヴァン・シャヴァネル | フランス | クイックステップ | 8        |

新人賞
| 順位 | 選手名                 | 国籍           | チーム               | 時間           |
| ---- | ---------------------- | -------------- | -------------------- | -------------- |
| 1    | ジェライント・トーマス | イギリス       | チーム・スカイ       | 28時間37分50秒 |
| 2    | アンディ・シュレク     | ルクセンブルク | チーム・サクソバンク | +49秒          |
| 3    | ロマン・クロイツィガー | チェコ         | リクイガス・ドイモ   | +2分04秒       |

チーム時間賞
| 順位 | チーム名                   | 国籍           | 時間           |
| ---- | -------------------------- | -------------- | -------------- |
| 1    | チーム・サクソバンク       | デンマーク     | 85時間56分25秒 |
| 2    | ガーミン・トランジションズ | アメリカ合衆国 | +05秒          |
| 3    | チーム・スカイ             | イギリス       | +19秒          |

敢闘賞
- マテュー・ペルジェ (ケス・デパーニュ)

## 第7ステージ
- 7月10日(土) トゥールニュ  －レ・ルス 189.0km[15]

- 今大会初の山岳ステージ（中級山岳）。1級以上の難関山岳は登場しないが、最終ラムーラ峠からゴールまで僅か4kmと山頂ゴールに近いコースプロフィール。フアン・ホセ・オロス（エウスカルテル・エウスカディ）が未出走で187名がスタート。スタート直後に飛び出したクリスティアン・クネース（チーム・ミルラム）、ダニーロ・ホンド、サミュエル・デュムラン（コフィディス）、昨日に続いての逃げとなるルーベン・ペレス、そしてマイヨ・ブラン・ア・ポア・ルージュを着用するジェローム・ピノーの5名の逃げが決まり、メイン集団との差は最大8分半前後まで開く。スプリントポイントはホンド、山岳ポイントはピノーが先頭で獲得。メイン集団は当初はチーム・サクソバンクがコントロールしていたが、タイム差が縮まらないのを見て逃げに選手を送り込めなかったBboxブイグテレコムが牽引を開始。新城幸也等が献身的な牽きを見せる。その影響で最初の2級山岳ル・バラージュ・ド・ヴグランの上りでマーク・カヴェンディッシュとロビー・マキュアンが集団から脱落してしまう。ブイグの牽きでタイム差が2分半まで縮まって2つ目の2級山岳クロワ・ド・ラ・セラに突入。ここで新城はお役御免。そしてメイン集団からトマ・ヴォクレール、シリル・ゴティエ（共にBbox ブイグテレコム）、マテュー・ペルジェ、マシュー・ロイド、遅れてダミアーノ・クネゴ（ランプレ・ファルネーゼ＝ヴィーニ）とラファエル・バリュス（フットオン・セルベット）が飛び出して追走集団を形成。さらにシルヴァン・シャヴァネル、フアン・マヌエル・ガラテ（ラボバンク）、ダニエル・モレノ（オメガファーマ・ロット）も加わる。逃げ集団も細分化されてピノーとホンドに絞られる。その状態のまま下りをこなし、最後のラムーラ峠に突入。ここでピノーが飛び出して単独先頭、ほぼ同時に追走集団からもシャヴァネルが飛び出して単独追走となる。メイン集団からはマイヨ・ジョーヌのファビアン・カンチェラーラ、マイヨ・ブランのジェライント・トーマス、アンドレアス・クレーデン（チーム・レディオシャック）が脱落。結局シャヴァネルは途中でピノーを抜き去り、追走を仕掛けたバリュスを寄せ付けず独走でステージ2勝目。さらに第3ステージで失っていたマイヨ・ジョーヌを取り戻した。マイヨ・ジョーヌ争い有力選手は皆1分47秒遅れでゴール。早期の集団脱落で心配されたカヴェンディッシュとマキュアンもグルペットで無事にゴールしている。マイヨ・ヴェールはトル・フースホフトで変わらず、山岳ポイントを44まで伸ばしたピノーもマイヨ・ブラン・ア・ポア・ルージュを堅持し、さらに敢闘賞も獲得。新人賞はアンディ・シュレクが獲得した。尚、ステイン・ファンデンベルフ（チーム・カチューシャ）がタイムオーバーで失格となった。

区間成績
| 順位 | 選手名                   | 国籍       | チーム                     | 時間          |
| ---- | ------------------------ | ---------- | -------------------------- | ------------- |
| 1    | シルヴァン・シャヴァネル | フランス   | クイックステップ           | 4時間22分52秒 |
| 2    | ラファエル・バユス       | スペイン   | フットオン・セルベット     | +57秒         |
| 3    | フアン・マヌエル・ガラテ | スペイン   | ラボバンク                 | +1分27秒      |
| 4    | トマ・ヴォクレール       | フランス   | Bbox ブイグテレコム        | +1分40秒      |
| 5    | マテュー・ペルジェ       | フランス   | ケス・デパーニュ           | 同            |
| 6    | ダニエル・モレノ         | スペイン   | オメガファーマ・ロット     | 同            |
| 7    | ピエリック・フェドリゴ   | フランス   | Bbox ブイグテレコム        | +1分47秒      |
| 8    | ライダー・ヘシェダル     | ノルウェー | ガーミン・トランジションズ | 同            |
| 9    | ルーベン・プラサ         | スペイン   | ケス・デパーニュ           | 同            |
| 10   | エロス・カペッキ         | イタリア   | フットオン・セルベット     | 同            |
| 166  | 新城幸也                 | 日本       | Bbox ブイグテレコム        | +22分17秒     |

総合成績
| 順位 | 選手名                       | 国籍           | チーム                     | 時間           |
| ---- | ---------------------------- | -------------- | -------------------------- | -------------- |
| 1    | シルヴァン・シャヴァネル     | フランス       | クイックステップ           | 33時間01分23秒 |
| 2    | カデル・エヴァンス           | オーストラリア | BMC・レーシングチーム      | +1分25秒       |
| 3    | ライダー・ヘシェダル         | カナダ         | ガーミン・トランジションズ | +1分32秒       |
| 4    | アンディ・シュレク           | ルクセンブルク | チーム・サクソバンク       | +1分55秒       |
| 5    | アレクサンドル・ヴィノクロフ | カザフスタン   | アスタナ                   | +2分17秒       |
| 6    | アルベルト・コンタドール     | スペイン       | アスタナ                   | +2分26秒       |
| 7    | ユルヘン・ファンデンブルック | ベルギー       | オメガファーマ・ロット     | +2分28秒       |
| 8    | ニコラス・ロッシュ           | アイルランド   | Ag2r・ラ・モンディアル     | 同             |
| 9    | ヨハン・ファンスュメレン     | ベルギー       | オメガファーマ・ロット     | +2分33秒       |
| 10   | デニス・メンショフ           | ロシア         | ラボバンク                 | +2分35秒       |
| 104  | 新城幸也                     | 日本           | Bbox ブイグテレコム        | +25分03秒      |

ポイント賞
| 順位 | 選手名                   | 国籍           | チーム                            | ポイント |
| ---- | ------------------------ | -------------- | --------------------------------- | -------- |
| 1    | トル・フースホフト       | ノルウェー     | サーヴェロ・テストチーム          | 118      |
| 2    | アレッサンドロ・ペタッキ | イタリア       | ランプレ - ファルネーゼ・ヴィーニ | 114      |
| 3    | ロビー・マキュアン       | オーストラリア | チーム・カチューシャ              | 105      |
| 40   | 新城幸也                 | 日本           | Bbox ブイグテレコム               | 20       |

山岳賞
| 順位 | 選手名                   | 国籍     | チーム           | ポイント |
| ---- | ------------------------ | -------- | ---------------- | -------- |
| 1    | ジェローム・ピノー       | フランス | クイックステップ | 44       |
| 2    | シルヴァン・シャヴァネル | フランス | クイックステップ | 36       |
| 3    | マテュー・ペルジェ       | フランス | ケス・デパーニュ | 28       |

新人賞
| 順位 | 選手名                 | 国籍           | チーム                 | 時間           |
| ---- | ---------------------- | -------------- | ---------------------- | -------------- |
| 1    | アンディ・シュレク     | ルクセンブルク | チーム・サクソバンク   | 33時間03分18秒 |
| 2    | ロマン・クロイツィガー | チェコ         | リクイガス・ドイモ     | +1分15秒       |
| 3    | ラファエル・バユス     | スペイン       | フットオン・セルベット | +1分44秒       |

チーム時間賞
| 順位 | チーム名                   | 国籍           | 時間           |
| ---- | -------------------------- | -------------- | -------------- |
| 1    | チーム・サクソバンク       | デンマーク     | 85時間56分25秒 |
| 2    | ガーミン・トランジションズ | アメリカ合衆国 | +05秒          |
| 3    | チーム・スカイ             | イギリス       | +19秒          |

敢闘賞
- ジェローム・ピノー (クイックステップ)

## 第8ステージ
- 7月11日(日) レ・ルス  －モルジヌ・アヴォリアズ 189.0km[17]

- 初の本格的山岳ステージ&初の山頂ゴール。難所は後半60kmに集約されている。スタート直後からアタックと吸収の繰り返しで、途中で落車も発生。ファビオ・フェッリーネ（フットオン・セルベット）が後続に追突され、ニッキー・セレンセン（チーム・サクソバンク）が路肩から転落、ランス・アームストロングがコースアウト、さらにカデル・エヴァンスやジェローム・ピノーも巻き込まれる事態となった。30km地点を過ぎてようやくアタック合戦も収束し、セバスティアン・ミナール、アマエル・モワナール（共にコフィディス）、コース・ムレンハウト（ラボバンク）、ブノワ・ヴォグルナール（フランセーズ・デ・ジュー）、マリオ・アールツ（オメガファーマ・ロット）、イマノル・エルビディ、クリストフ・リブロン（Ag2r・ラ・モンディアル）の7名が逃げ始める。メイン集団はクイックステップのコントロールでタイム差は最大で7分強。その後本格的な山岳突入を前にして集団は徐々に活性化。そんな中でアームストロングがロータリーの縁石に乗り上げて落車。チームメイトに牽かれて何とか1級山岳ラ・ラマズ峠の入り口で集団に復帰した。メイン集団はチームスカイが強烈なペースアップ、この牽きでマイヨ・ジョーヌのシルヴァン・シャヴァネルが脱落。次いでチーム・サクソバンクがコントロールを始めると何とアームストロングが遅れ始める。クリス・ホーナーとヤネス・ブライコヴィッチがアームストロングの援護に回るもペースは上がらない。これを見てアスタナがコントロールを開始し、アームストロングはさらにズルズルと遅れていった。この間に逃げ集団もアタック合戦でモワナール、ムレンハウト、アールツの3名に絞られて山頂を通過。メイン集団は2分15秒遅れ、アームストロングはさらに1分遅れで通過する。アームストロングは続く3級山岳の山頂近くでエウスカルテル・エウスカディの選手の落車に巻き込まれてさらにタイムを失ってしまう。そんな展開で最初の山頂ゴールの舞台となるモルジヌ・アヴォリアズに突入。メイン集団は相変わらずアスタナが牽引し、アンドレアス・クレーデン、ルイス・レオン・サンチェス、ライダー・ヘシェダル、ブラッドリー・ウィギンス等が次々に集団から脱落。逃げ集団もモワナールが最後まで粘るも、残り5km付近でついに吸収された。集団は脱落者を出しつつ有力選手の睨み合いが続いたが、残り2km過ぎでのロマン・クロイツィガーのアタックをきっかけについに戦いが勃発。フラムルージュ直後にアンディ・シュレクが飛び出すとサムエル・サンチェス以外反応できずステージ優勝争いは2人に絞られる。最後はギリギリまで脚を溜めていたアンディがサンチェスを抑えてガッツポーズを挙げた。ジロとツールで実績を残してきたアンディだったが、意外にもステージ優勝は初めて。もちろんマイヨ・ブランもキープした。有力選手は10秒遅れでゴールし、マイヨ・ジョーヌはカデル・エヴァンスの元へ。スプリンターは軒並みグルペットでのゴールとなりトル・フースホフトがマイヨ・ヴェールをキープ。山岳で固め取りをする選手がいなかったため、ピノーは辛くもマイヨ・ブラン・ア・ポア・ルージュをキープしている。敢闘賞はアールツが獲得。最後は完全に気持ちが切れてしまったアームストロングは11分45秒遅れのステージ61位に沈み、マイヨ・ジョーヌ争いから脆くも脱落する結果となった。

区間成績
| 順位 | 選手名                       | 国籍           | チーム                       | 時間          |
| ---- | ---------------------------- | -------------- | ---------------------------- | ------------- |
| 1    | アンディ・シュレク           | ルクセンブルク | チーム・サクソバンク         | 4時間54分11秒 |
| 2    | サムエル・サンチェス         | スペイン       | エウスカルテル・エウスカディ | 同            |
| 3    | ロベルト・ヘーシンク         | オランダ       | ラボバンク                   | +10秒         |
| 4    | ロマン・クロイツィガー       | チェコ         | リクイガス・ドイモ           | 同            |
| 5    | アルベルト・コンタドール     | スペイン       | アスタナ                     | 同            |
| 6    | カデル・エヴァンス           | オーストラリア | BMC・レーシングチーム        | 同            |
| 7    | ユルヘン・ファンデンブルック | ベルギー       | オメガファーマ・ロット       | 同            |
| 8    | リーヴァイ・ライプハイマー   | アメリカ合衆国 | チーム・レディオシャック     | 同            |
| 9    | イヴァン・バッソ             | イタリア       | リクイガス・ドイモ           | 同            |
| 10   | デニス・メンショフ           | ロシア         | ラボバンク                   | 同            |
| 146  | 新城幸也                     | 日本           | Bbox ブイグテレコム          | +27分49秒     |

総合成績
| 順位 | 選手名                       | 国籍           | チーム                       | 時間           |
| ---- | ---------------------------- | -------------- | ---------------------------- | -------------- |
| 1    | カデル・エヴァンス           | オーストラリア | BMC・レーシングチーム        | 37時間07分59秒 |
| 2    | アンディ・シュレク           | ルクセンブルク | チーム・サクソバンク         | +20秒          |
| 3    | アルベルト・コンタドール     | スペイン       | アスタナ                     | +1分01秒       |
| 4    | ユルヘン・ファンデンブルック | ベルギー       | オメガファーマ・ロット       | +1分03秒       |
| 5    | デニス・メンショフ           | ロシア         | ラボバンク                   | +1分10秒       |
| 6    | ライダー・ヘシェダル         | カナダ         | ガーミン・トランジションズ   | +1分11秒       |
| 7    | ロマン・クロイツィガー       | チェコ         | リクイガス・ドイモ           | +1分45秒       |
| 8    | リーヴァイ・ライプハイマー   | アメリカ合衆国 | チーム・レディオシャック     | +2分14秒       |
| 9    | サムエル・サンチェス         | スペイン       | エウスカルテル・エウスカディ | +2分15秒       |
| 10   | マイケル・ロジャース         | オーストラリア | チーム・HTC - コロンビア     | +2分31秒       |
| 122  | 新城幸也                     | 日本           | Bbox ブイグテレコム          | +51分17秒      |

ポイント賞
| 順位 | 選手名                   | 国籍           | チーム                            | ポイント |
| ---- | ------------------------ | -------------- | --------------------------------- | -------- |
| 1    | トル・フースホフト       | ノルウェー     | サーヴェロ・テストチーム          | 118      |
| 2    | アレッサンドロ・ペタッキ | イタリア       | ランプレ - ファルネーゼ・ヴィーニ | 114      |
| 3    | ロビー・マキュアン       | オーストラリア | チーム・カチューシャ              | 105      |
| 45   | 新城幸也                 | 日本           | Bbox ブイグテレコム               | 20       |

山岳賞
| 順位 | 選手名                   | 国籍           | チーム               | ポイント |
| ---- | ------------------------ | -------------- | -------------------- | -------- |
| 1    | ジェローム・ピノー       | フランス       | クイックステップ     | 44       |
| 2    | シルヴァン・シャヴァネル | フランス       | クイックステップ     | 36       |
| 3    | アンディ・シュレク       | ルクセンブルク | チーム・サクソバンク | 30       |

新人賞
| 順位 | 選手名                 | 国籍           | チーム               | 時間           |
| ---- | ---------------------- | -------------- | -------------------- | -------------- |
| 1    | アンディ・シュレク     | ルクセンブルク | チーム・サクソバンク | 37時間57分29秒 |
| 2    | ロマン・クロイツィガー | チェコ         | リクイガス・ドイモ   | +1分25秒       |
| 3    | ロベルト・ヘーシンク   | スペイン       | ラボバンク           | +2分17秒       |

チーム時間賞
| 順位 | チーム名                 | 国籍           | 時間 |
| ---- | ------------------------ | -------------- | ---- |
| 1    | ラボバンク               | オランダ       |      |
| 2    | アスタナ                 | カザフスタン   |      |
| 3    | チーム・レディオシャック | アメリカ合衆国 |      |

敢闘賞
- マリオ・アールツ (オメガファーマ・ロット)

## 第9ステージ
- 7月13日(火) モルジヌ・アヴォリアズ - サン＝ジャン＝ド＝モーリエンヌ 204.5km[19]

- 休息日明けの最後のアルプス山岳ステージ。後半には今大会初の超級山岳マドレーヌ峠が登場する。前ステージでの落車で腕の骨折が判明したサイモン・ジェラン（チームスカイ）、同じく前ステージの落車で負傷したファビオ・フェッリーネ、第2ステージでの落車で手首の骨にヒビが入っていたことが判明したウラディミール・カルペツ（チーム・カチューシャ）、舟状骨の骨折が判明したローガー・クルーゲ（チーム・ミルラム）が未出走、さらにスタート早々にマルクス・アイベッガー（フットオン・セルベット）がリタイアし、残り181名に。スタート直後からのアタック合戦の末にマイヨ・ヴェールのトル・フースホフト、マイヨ・ブラン・ア・ポア・ルージュのジェローム・ピノー、イェンス・フォイクト、サンディ・カザール（フランセーズ・デ・ジュー）、アントニー・シャルトー、シリル・ゴティエ（共にBbox ブイグテレコム）、ヨハネス・フレーリンガー（チーム・ミルラム）、リナルド・ノチェンティーニ（Ag2r・ラ・モンディアル）、ルイス・レオン・サンチェス（以下LLサンチェス）、ホセ・イバン・グティエレス、クリストフ・モロー（3名共ケス・デパーニュ）の11名が逃げ始める。25.5km地点の中間スプリントポイントはフースホフトがしっかり先頭通過。しかし、1級山岳コロンビエール峠の途中でフースホフトが脱落。代わってメイン集団から飛び出したダミアーノ・クネゴとレイン・ターラミャエが合流し先頭は12名に。途中の山岳はモローがコロンビエール峠を先頭で通過した以外は順当にピノーが先頭で通過。BMC・レーシングチームが牽引するメイン集団との差も6分強まで開いた。しかし、ステージ優勝を狙うクネゴが途中から先頭交代を拒否し始め、不穏な空気が漂った状態でいよいよ今大会初の超級山岳マドレーヌ峠へ突入。すると真っ先にピノーが脱落。さらにLLサンチェスにステージ優勝を取らせるためにグティエレスとモローが献身的な牽きを見せて、先頭はLLサンチェス、クネゴ、シャルトー、カザールの4名に絞られる。一方メイン集団もBMC・レーシングチームの牽きでみるみる縮小し、カルロス・サストレが脱落。次いでチーム・サクソバンク、さらにアスタナが強烈なペースアップを見せると何とマイヨ・ジョーヌのカデル・エヴァンスが脱落。ハンガーノックを起こしたかのようにエヴァンスはみるみる集団から離されていく。そしてダニエル・ナバロ（アスタナ）の強烈な牽きでメイン集団は完全に破壊され、ついにアルベルト・コンタドールとアンディ・シュレクの一騎討ちに、後方からサムエル・サンチェス（以下Sサンチェス）が何とか喰らいつこうとする展開となった。アンディは何度か揺さぶりを掛けるも、コンタドールは離れず、2人は協調することを選択。さらに前方から下がってきたフォイクトがアンディのために献身的な牽きを見せる。先頭集団はシャルトーが先頭でマドレーヌ峠を通過。全く先頭交代をしていなかったクネゴが山頂手前で飛び出しを試みて、LLサンチェスが苛立ちを見せるシーンもあった。次いでアンディとコンタドールが2分10秒ほどの遅れで通過、Sサンチェスはそこから45秒遅れ、ロベルト・ヘーシンク、デニス・メンショフ、リーヴァイ・ライプハイマー、ホアキン・ロドリゲスがさらに45秒遅れ、そこからさらに40秒ほど遅れてイヴァン・バッソ、ユルヘン・ファンデンブルック、ランス・アームストロングなどの集団が通過。エヴァンスはこの時点で10分近い遅れを喫してしまう。先頭の4名はLLサンチェスも先頭交代を拒否してしまい、カザールがほとんど一人で牽く展開に。後方ではSサンチェスが流石のダウンヒルを見せてコンタドールとアンディに迫るが、追いつく前に下りが終わってしまう。完全に牽制状態に陥ってしまった先頭の4名に対して、マイヨ・ジョーヌ争いのライバルからタイムを奪う利害が一致したコンタドールとアンディは遅れてきたモローを吸収し、その後もどんどん先頭との差を縮めていく。ついに残り800mで先頭の4名にコンタドール、アンディ、モローが追いついてしまい7名でのゴールスプリント勝負となった。最初に飛び出したカザールを脚を溜めていたLLサンチェスとクネゴが追うが、誤算があったか差し切れないままカザールが先頭でゴールラインを越えた。カザールは2007年第18ステージ以来のツールステージ2勝目。アンディとコンタドールは共に2秒差でゴール、エヴァンスが大きく遅れたため、アンディは人生初のマイヨ・ジョーヌに袖を通し、コンタドールが41秒差で続く。アンディはもちろんマイヨ・ブランもキープ。最後まで孤軍奮闘を見せたSサンチェスは52秒遅れでゴールし、総合では2分45秒遅れの3位に浮上。ヘーシンク、ライプハイマー、ロドリゲス等は2分7秒遅れ、メンショフが2分10秒遅れ、バッソ、ファンデンブルック、アームストロングなどの集団は2分50秒遅れ、サストレ等の集団は4分55秒遅れ、エヴァンスは最後追い上げるも8分9秒遅れでのゴールとなった。エヴァンスは総合で7分47秒遅れの18位まで転落し、マイヨ・ジョーヌを失うどころか、パリでのマイヨ・ジョーヌも絶望的になってしまった。ゴール後、第8ステージの落車時に肘を骨折していたことを明かしている。バッソも5分9秒遅れの総合10位とダブルツールが厳しいタイム差となってきた。マイヨ・ヴェールはフースホフトがキープし、2位以下との差を少し拡げることに成功した。マイヨ・ブラン・ア・ポア・ルージュはシャルトーとピノーが85ポイントで並んだが、規定により超級山岳であるマドレーヌ峠を先頭で通過したシャルトーがピノーから奪う格好で獲得した。敢闘賞はマドレーヌ峠で積極的に逃げを牽引したLLサンチェスが獲得している。

区間成績
| 順位 | 選手名                     | 国籍           | チーム                            | 時間          |
| ---- | -------------------------- | -------------- | --------------------------------- | ------------- |
| 1    | サンディ・カザール         | フランス       | フランセーズ・デ・ジュー          | 5時間38分10秒 |
| 2    | ルイス・レオン・サンチェス | スペイン       | ケス・デパーニュ                  | 同            |
| 3    | ダミアーノ・クネゴ         | イタリア       | ランプレ - ファルネーゼ・ヴィーニ | 同            |
| 4    | クリストフ・モロー         | フランス       | ケス・デパーニュ                  | +02秒         |
| 5    | アントニー・シャルトー     | フランス       | Bbox ブイグテレコム               | 同            |
| 6    | アルベルト・コンタドール   | スペイン       | アスタナ                          | 同            |
| 7    | アンディ・シュレク         | ルクセンブルク | チーム・サクソバンク              | 同            |
| 8    | サムエル・サンチェス       | スペイン       | エウスカルテル・エウスカディ      | +52秒         |
| 9    | ホアキン・ロドリゲス       | スペイン       | チーム・カチューシャ              | +2分07秒      |
| 10   | リーヴァイ・ライプハイマー | アメリカ合衆国 | チーム・レディオシャック          | 同            |
| 96   | 新城幸也                   | 日本           | Bbox ブイグテレコム               | +25分56秒     |

総合成績
| 順位 | 選手名                       | 国籍           | チーム                       | 時間           |
| ---- | ---------------------------- | -------------- | ---------------------------- | -------------- |
| 1    | アンディ・シュレク           | ルクセンブルク | チーム・サクソバンク         | 43時間35分41秒 |
| 2    | アルベルト・コンタドール     | スペイン       | アスタナ                     | +41秒          |
| 3    | サムエル・サンチェス         | スペイン       | エウスカルテル・エウスカディ | +2分45秒       |
| 4    | デニス・メンショフ           | ロシア         | ラボバンク                   | +2分58秒       |
| 5    | ユルヘン・ファンデンブルック | ベルギー       | オメガファーマ・ロット       | +3分31秒       |
| 6    | リーヴァイ・ライプハイマー   | アメリカ合衆国 | チーム・レディオシャック     | +3分59秒       |
| 7    | ロベルト・ヘーシンク         | オランダ       | ラボバンク                   | +4分22秒       |
| 8    | ルイス・レオン・サンチェス   | スペイン       | ケス・デパーニュ             | +4分41秒       |
| 9    | ホアキン・ロドリゲス         | スペイン       | チーム・カチューシャ         | +5分08秒       |
| 10   | イヴァン・バッソ             | イタリア       | リクイガス・ドイモ           | +5分09秒       |
| 11   | ロマン・クロイツィガー       | チェコ         | リクイガス・ドイモ           | +5分11秒       |
| 12   | ライダー・ヘシェダル         | カナダ         | ガーミン・トランジションズ   | +5分42秒       |
| 13   | アレクサンドル・ヴィノクロフ | カザフスタン   | アスタナ                     | +6分31秒       |
| 14   | マイケル・ロジャース         | オーストラリア | チーム・HTC - コロンビア     | +7分04秒       |
| 15   | カルロス・サストレ           | スペイン       | サーヴェロ・テストチーム     | +7分13秒       |
| 16   | ブラッドリー・ウィギンス     | イギリス       | チーム・スカイ               | +7分18秒       |
| 17   | ニコラス・ロッシュ           | アイルランド   | Ag2r・ラ・モンディアル       | +7分44秒       |
| 18   | カデル・エヴァンス           | オーストラリア | BMC・レーシングチーム        | +7分47秒       |
| 19   | トーマス・ルヴクヴィスト     | スウェーデン   | チーム・スカイ               | +8分03秒       |
| 20   | アンドレアス・クレーデン     | ドイツ         | チーム・レディオシャック     | +9分05秒       |
| 107  | 新城幸也                     | 日本           | Bbox ブイグテレコム          | +1時間16分51秒 |

ポイント賞
| 順位 | 選手名                   | 国籍           | チーム                            | ポイント |
| ---- | ------------------------ | -------------- | --------------------------------- | -------- |
| 1    | トル・フースホフト       | ノルウェー     | サーヴェロ・テストチーム          | 124      |
| 2    | アレッサンドロ・ペタッキ | イタリア       | ランプレ - ファルネーゼ・ヴィーニ | 114      |
| 3    | ロビー・マキュアン       | オーストラリア | チーム・カチューシャ              | 105      |
| 47   | 新城幸也                 | 日本           | Bbox ブイグテレコム               | 20       |

山岳賞
| 順位 | 選手名                 | 国籍     | チーム              | ポイント |
| ---- | ---------------------- | -------- | ------------------- | -------- |
| 1    | アントニー・シャルトー | フランス | Bbox ブイグテレコム | 85       |
| 2    | ジェローム・ピノー     | フランス | クイックステップ    | 85       |
| 3    | クリストフ・モロー     | フランス | ケス・デパーニュ    | 62       |

新人賞
| 順位 | 選手名                 | 国籍           | チーム               | 時間           |
| ---- | ---------------------- | -------------- | -------------------- | -------------- |
| 1    | アンディ・シュレク     | ルクセンブルク | チーム・サクソバンク | 43時間35分41秒 |
| 2    | ロベルト・ヘーシンク   | スペイン       | ラボバンク           | +4分22秒       |
| 3    | ロマン・クロイツィガー | チェコ         | リクイガス・ドイモ   | +5分11秒       |

チーム時間賞
| 順位 | チーム名                 | 国籍           | 時間            |
| ---- | ------------------------ | -------------- | --------------- |
| 1    | ケス・デパーニュ         | スペイン       | 131時間05分36秒 |
| 2    | チーム・レディオシャック | アメリカ合衆国 | +31秒           |
| 3    | アスタナ                 | カザフスタン   | +35秒           |

敢闘賞
- ルイス・レオン・サンチェス (ケス・デパーニュ)

## 第10ステージ
- 7月14日(水) シャンベリ  －ギャップ 179.0km [21]

- 革命記念日の今ステージは1級山岳を含む中級山岳ステージ。総合争い・逃げ切り・集団スプリントなどあらゆる展開が考えられる。フランス人の士気が高いだけに、序盤から猛烈なアタック合戦が繰り広げられたが、決まらないまま最初の中間スプリントポイントはアレサンドロ・ペタッキが1位、トル・フースホフトが2位、ロビー・マキュアンが3位で通過した。その後、ようやくセルジオ・パウリーニョ（チーム・レディオシャック）、マリオ・アールツ、ドリス・デヴェネインス（クイックステップ）、ヴァシル・キリエンカ（ケス・デパーニュ）、さらに少し遅れてマキシム・ブエ（Ag2r・ラ・モンディアル）、ピエール・ロランも加わって6名の逃げが決まる。メイン集団はこの逃げを完全に容認し、タイム差は11分前後を推移。途中の1級山岳ラフレイ峠ではジェローム・ピノーがアントニー・シャルトーを抑えて7位通過してポイントで再びリードすることに成功した。その後も両集団とも変化の無いまま最後の2級山岳ノワイエ峠もこなし、最後の小さな上りに突入。ここで逃げ集団内でアタック合戦が起こって先頭はキリエンカとパウリーニョの2名に絞られる。メイン集団ではタイムを稼ぎたいニコラス・ロッシュ（Ag2r・ラ・モンディアル）が飛び出しに成功した。キリエンカとパウリーニョは牽制状態のままゴール勝負に突入し、先にパウリーニョが仕掛ける。一瞬反応が遅れたキリエンカは後ろから差し込みに出るも、20cm程の差でパウリーニョが逃げ切った。パウリーニョ個人としてはツール初勝利（昨年のチームTTで勝利）、グランツールでは2006年ブエルタ第10ステージ以来の2勝目。ロッシュは12分58秒遅れのステージ7位で、総合13位に浮上。14分19秒遅れのメイン集団は、超スローペースだったこともあって有力スプリンターは全て集団内に残っており、先頭はマーク・カヴェンディッシュ、次いでペタッキ、フースホフト、マキュアンの順で入った。前述の通りマイヨ・ブラン・ア・ポア・ルージュはピノーが1日で奪回。それ以外の各賞は動きはなかった。敢闘賞はアールツが第8ステージに続いて今大会2回目の獲得。

区間成績
| 順位 | 選手名                     | 国籍         | チーム                            | 時間          |
| ---- | -------------------------- | ------------ | --------------------------------- | ------------- |
| 1    | セルジオ・パウリーニョ     | ポルトガル   | チーム・レディオシャック          | 5時間10分56秒 |
| 2    | ヴァシル・キリエンカ       | ベラルーシ   | ケス・デパーニュ                  | 同            |
| 3    | ドリス・デヴェネインス     | ベルギー     | クイックステップ                  | +1分29秒      |
| 4    | ピエール・ロラン           | フランス     | Bbox ブイグテレコム               | 同            |
| 5    | マリオ・アールツ           | ベルギー     | オメガファーマ・ロット            | +1分33秒      |
| 6    | マキシム・ブエ             | フランス     | Ag2r・ラ・モンディアル            | +3分20秒      |
| 7    | ニコラス・ロッシュ         | アイルランド | Ag2r・ラ・モンディアル            | +12分58秒     |
| 8    | レミ・ポリオル             | フランス     | コフィディス                      | +13分57秒     |
| 9    | マーク・カヴェンディッシュ | イギリス     | チーム・HTC - コロンビア          | +14分19秒     |
| 10   | アレッサンドロ・ペタッキ   | イタリア     | ランプレ - ファルネーゼ・ヴィーニ | 同            |
| 111  | 新城幸也                   | 日本         | Bbox ブイグテレコム               | +14分19秒     |

総合成績
| 順位 | 選手名                       | 国籍           | チーム                       | 時間           |
| ---- | ---------------------------- | -------------- | ---------------------------- | -------------- |
| 1    | アンディ・シュレク           | ルクセンブルク | チーム・サクソバンク         | 43時間35分41秒 |
| 2    | アルベルト・コンタドール     | スペイン       | アスタナ                     | +41秒          |
| 3    | サムエル・サンチェス         | スペイン       | エウスカルテル・エウスカディ | +2分45秒       |
| 4    | デニス・メンショフ           | ロシア         | ラボバンク                   | +2分58秒       |
| 5    | ユルヘン・ファンデンブルック | ベルギー       | オメガファーマ・ロット       | +3分31秒       |
| 6    | リーヴァイ・ライプハイマー   | アメリカ合衆国 | チーム・レディオシャック     | +3分59秒       |
| 7    | ロベルト・ヘーシンク         | オランダ       | ラボバンク                   | +4分22秒       |
| 8    | ルイス・レオン・サンチェス   | スペイン       | ケス・デパーニュ             | +4分41秒       |
| 9    | ホアキン・ロドリゲス         | スペイン       | チーム・カチューシャ         | +5分08秒       |
| 10   | イヴァン・バッソ             | イタリア       | リクイガス・ドイモ           | +5分09秒       |
| 107  | 新城幸也                     | 日本           | Bbox ブイグテレコム          | +1時間16分51秒 |

ポイント賞
| 順位 | 選手名                   | 国籍           | チーム                            | ポイント |
| ---- | ------------------------ | -------------- | --------------------------------- | -------- |
| 1    | トル・フースホフト       | ノルウェー     | サーヴェロ・テストチーム          | 138      |
| 2    | アレッサンドロ・ペタッキ | イタリア       | ランプレ - ファルネーゼ・ヴィーニ | 131      |
| 3    | ロビー・マキュアン       | オーストラリア | チーム・カチューシャ              | 116      |
| 51   | 新城幸也                 | 日本           | Bbox ブイグテレコム               | 20       |

山岳賞
| 順位 | 選手名                 | 国籍     | チーム              | ポイント |
| ---- | ---------------------- | -------- | ------------------- | -------- |
| 1    | ジェローム・ピノー     | フランス | クイックステップ    | 91       |
| 2    | アントニー・シャルトー | フランス | Bbox ブイグテレコム | 90       |
| 3    | クリストフ・モロー     | フランス | ケス・デパーニュ    | 62       |

新人賞
| 順位 | 選手名                 | 国籍           | チーム               | 時間           |
| ---- | ---------------------- | -------------- | -------------------- | -------------- |
| 1    | アンディ・シュレク     | ルクセンブルク | チーム・サクソバンク | 43時間35分41秒 |
| 2    | ロベルト・ヘーシンク   | スペイン       | ラボバンク           | +4分22秒       |
| 3    | ロマン・クロイツィガー | チェコ         | リクイガス・ドイモ   | +5分11秒       |

チーム時間賞
| 順位 | チーム名                 | 国籍           | 時間            |
| ---- | ------------------------ | -------------- | --------------- |
| 1    | ケス・デパーニュ         | スペイン       | 147時間07分02秒 |
| 2    | チーム・レディオシャック | アメリカ合衆国 | +31秒           |
| 3    | アスタナ                 | カザフスタン   | +14分54秒       |

敢闘賞
- マリオ・アールツ (オメガファーマ・ロット)